# Droit d'auteur en Suisse
En Suisse, le droit d'auteur est l’ensemble des prérogatives exclusives dont dispose un créateur sur toute création de l'esprit, littéraire ou artistique, qui a un caractère individuel.
La loi en vigueur actuellement est la Loi fédérale sur le droit d'auteur et les droits voisins, qui date du 9 octobre 1992 et qui a subi seulement des révisions mineures.

## Historique
Bien que les premières publications théoriques sur le droit d'auteur en Suisse remontent à 1738, le sujet resta non réglementé par la loi jusqu'au XIXe siècle. La première loi concernant le droit d'auteur a été introduite en Suisse à l'époque de l'occupation française par Napoléon Ier. Le canton de Genève, qui rejoignit la Confédération suisse en 1815, conserva la législation française (loi des 19 et 24 juillet 1793) et devint ainsi le premier canton à avoir une loi sur le droit d'auteur. Le canton du Tessin fut développé localement la première loi sur le droit d'auteur, qui prit effet le 20 mars 1835. Dans le canton de Soleure, une loi protégeant le droit d'auteur est entrée en vigueur en 1847.
La première Constitution fédérale de la Suisse de 1848 laissa les questions de droit d'auteur aux cantons. Dans la Constitution révisée de 1874, le droit d'auteur devint une question de législation fédérale. La première loi du droit d'auteur fédéral en Suisse a été adoptée par le parlement suisse le 23 avril 1883 et est entrée en vigueur le 1er janvier 1884. La loi sur le droit d'auteur de 1883 spécifiait une durée de 30 ans après la mort de l'auteur (post mortem) du droit d'auteur pour des œuvres littéraires et artistiques (art. 2),.
Deux ans plus tard, la Suisse est l'un des membres fondateurs de la convention de Berne pour la protection des œuvres littéraires et artistiques qu'elle ratifie le 9 septembre 1886 et qui entre en vigueur le 5 décembre 1887.
En 1922, la loi fédérale sur le droit d'auteur a été remplacée. La nouvelle loi a été adoptée par l'Assemblée fédérale le 7 décembre 1922 et est entrée en vigueur le 1er juillet 1923. Elle a défini exactement ce que sont « œuvres de la littérature et des arts » (art. 1), et le droit d'auteur a été étendu pour inclure les œuvres photographiques et les collections. La durée du droit d'auteur est restée 30 ans et les œuvres préexistantes qui n'étaient pas couvertes par la loi antérieure le sont maintenant (art. 62),.
En 1955, une révision de la loi de 1922 a prolongé la durée du droit d'auteur de 30 à 50 ans. Ce prolongement n'est pas rétroactif et s'applique seulement aux œuvres qui sont encore sous droit d'auteur en 1955 (art. 66bis),.
En 2006, une nouvelle révision de la loi du droit d'auteur est adoptée dans le but de rendre la loi conforme au traité de l'OMPI sur le droit d’auteur (WCT) et le traité de l’OMPI sur les interprétations et exécutions et les phonogrammes (WPPT). Dans le même temps, les deux traités sont ratifiés.

## Bases légales
- Loi fédérale sur le droit d’auteur et les droits voisins (LDA) du 9 octobre 1992 (état le 1er janvier 2022), RS 231.1.

## Objet du droit d'auteur

### Œuvre
Le droit d'auteur a pour objet la protection de l'œuvre. La loi définit l'œuvre comme étant une « création de l’esprit, littéraire ou artistique, qui a un caractère individuel. » (art. 2 LDA). Cette définition retient donc trois éléments ; seule leur réunion conduit à la présence d'une œuvre : ainsi, le droit d'auteur ne protège pas l'idée créatrice, mais la combinaison concrète de la forme et du contenu (idée).
- une création de l'esprit : l'œuvre doit être une création de l'esprit, donc être issue de l'activité de la pensée humaine[13]. Tout ce qui n'est pas issu de celle-ci n'est pas une œuvre, comme les objets apparus naturellement ou les images issues de caméras de surveillance ou de pièges photographiques (voir aussi selfies de singe)[13]. L'activité intellectuelle n'a pas besoin d'être intense et une contribution modeste suffit[14].
- le domaine littéraire ou artistique : cette condition est extrêmement large et n'a pas d'importance pratique, toute création pouvant être considéré comme de l'art[15].
- le caractère individuel : c'est le critère central pour déterminer si la création de l'esprit est bien une œuvre. Le Tribunal fédéral applique le critère dit de l'« unicité statistique », qui consiste à déterminer la probabilité statistique que l'œuvre soit unique. Il retient aussi que la marge de manœuvre du créateur joue un rôle : plus celle-ci est réduite, plus le caractère individuel est admis facilement[16].

La loi énumère quelques catégories d'œuvres, mais cette énumération n'a pas de caractère exhaustif :
- les œuvres recourant à la langue, qu'elles soient littéraires, scientifiques ou autres ;
- les œuvres musicales et autres œuvres acoustiques ;
- les œuvres des beaux-arts, en particulier les peintures, les sculptures et les œuvres graphiques ;
- les œuvres à contenu scientifique ou technique, tels que les dessins, les plans, les cartes ou les ouvrages sculptés ou modelés ;
- les œuvres d'architecture ;
- les œuvres des arts appliqués ;
- les œuvres photographiques, cinématographiques et les autres œuvres visuelles ou audiovisuelles ;
- les œuvres chorégraphiques et les pantomimes ;
- les programmes d'ordinateurs (logiciels).

#### Photos
Les photographies disposent d'un régime spécial depuis le 1er avril 2020. Le Parlement a en effet voulu mieux protéger les photographes, et ainsi les « productions photographiques et celles obtenues par un procédé analogue à la photographie » (art. 2 al. 3bis LDA) qui n'ont pas de caractère individuel sont protégées par le droit d'auteur. La loi exige que la photo ait été prise avec le concours direct d'un être humain, et que l'objet de la photographie soit en trois dimensions.
La photographie est couverte par le droit d'auteur, mais avec une durée de protection différente et un champ de protection moins large (pas de couverture par les droits moraux).

### Œuvres dérivées
L'œuvre dérivée est une œuvre « qui a été conçue à partir d’une ou de plusieurs œuvres préexistantes » (art. 3 LDA). L'œuvre dérivée est donc elle-même une œuvre avec un caractère individuel (ainsi, les changements mineurs apportés à une œuvre ne créent pas une œuvre dérivée), mais le caractère individuel de l'œuvre d'origine reste reconnaissable dans l'œuvre dérivée (si ce n'est pas le cas, les deux droits d'auteur sont complètement distincts).
L'œuvre dérivée donne lieu à un nouveau droit d'auteur, mais qui ne peut être exercé qu'avec l'accord de l'auteur de l'œuvre précédente. La loi donne comme exemple les traductions et les adaptations audiovisuelles.

### Recueils
Les recueils d'œuvres sont aussi protégés s'ils ont un caractère individuel (art. 4 LDA). Contrairement à d'autres droits, les bases de données ne sont pas protégées par le droit d'auteur car elles n'ont aucun caractère individuel.

### Œuvres non protégées
Certaines œuvres ne sont pas couvertes par le droit d'auteur. Il s'agit de (art. 5 LDA) :  
- les lois, ordonnances, accords internationaux et autres actes officiels
- les moyens de paiement
- les décisions, procès-verbaux et rapports qui émanent des autorités ou des administrations publiques
- les fascicules de brevet et les publications de demandes de brevet.

## Auteur
Le principe de la création rattache toujours l'œuvre à la personne physique qui l'a engendrée (art. 6 LDA). Ainsi, une personne morale comme une entreprise, ou un esprit de l'au-delà ne peuvent pas être auteur d'une œuvre.
La loi présume que l'auteur est celui dont le nom est indiqué sur l'œuvre ou au moment de sa publication. Si l'auteur n'est pas connu, c'est celui qui a divulgué l'œuvre qui peut exercer les droits liés à celle-ci, jusqu'à ce que l'auteur se fasse connaître (art. 8 LDA).

### Pluralité d'auteurs
Si plusieurs auteurs se concertent pour créer ensemble une œuvre, ils sont considérés comme coauteurs de l'œuvre. Toutefois, ils doivent tous faire preuve d'une activité créatrice : l'auxiliaire ou l'artisan qui réalise l'œuvre n'est pas considéré comme coauteur de celle-ci.
Les coauteurs doivent exercer leurs droits d'auteur d'un commun accord ; ils ne peuvent toutefois refuser leur accord que s'ils sont de bonne foi. De plus, si les apports respectifs des auteurs peuvent être disjoints, une utilisation séparée reste possible.

## Étendue du droit d'auteur
Le droit d'auteur donne à l'auteur deux types de droits (conception dualiste) : les droits moraux, qui sont liés à la personnalité de l'auteur et l'aspect intellectuel de l'œuvre, et les droits patrimoniaux, qui représente l'aspect économique de l'œuvre comme bien immatériel.

### Droits moraux
Les droits moraux découlent du lien spirituel et personnel entre l'auteur et son œuvre ; ils sont donc liés à la personnalité de celui-ci. Contrairement aux droits de propriété, ils n'ont pas de caractère absolu, et leur étendue dépend d'une pesée concrète entre les intérêts de l'auteur et celui des tiers. En principe, ils ne sont pas cessibles. La LDA les liste exhaustivement.

## Durée
Les œuvres sont protégées pour une durée de 70 ans après la mort de son auteur et 50 ans pour les logiciels informatiques. Lorsque l'œuvre a été créée par plusieurs personnes la protection prend fin 50 ans ou 70 ans après le décès du dernier coauteur survivant.